# Rogier Michael
Rogier Michael von Bergen (* um 1553 wahrscheinlich in Bergen-op-Zoom; † nach Mitte 1623 in Dresden) war ein franko-flämischer Komponist, Sänger und Kapellmeister der späten Renaissance.

## Leben und Wirken
Rogier Michael kam als Kind mit seinem Vater Simon Michael († nach 1566) nach Wien; der Vater wirkte hier als „wohl bestalter Mechanikus und Musikus“ während der Regierungszeit von Kaiser Ferdinand I. (1556–1564) und wurde von 1564 bis 1566 im Hofkapellverzeichnis unter Kaiser Maximilian II. als Tenorsänger geführt. Rogier durchlebte vermutlich eine Kapellknaben-Zeit in Wien und kam im Jahr 1564 als Sängerknabe an die Hofkapelle von Erzherzog Karl II. in Graz. Die Leitung dieser Kapelle hatte zunächst Johannes de Cleve, später Annibale Padovano. Der letztere riet ihm zu weiteren Studien bei Andrea Gabrieli in Venedig, was er von 1569 bis 1572 in die Tat umsetzte. Nach seiner Rückkehr nach Deutschland nahm er 1572 die Stelle eines Tenorsängers in Ansbach an der Hofkapelle von Markgraf Georg Friedrich von Brandenburg-Ansbach an, wo er bis 1574 blieb.
Auf Empfehlung von Aemilia von Sachsen, der Schwester von Kurfürst August von Sachsen, trat Rogier Michael am 1. Februar 1575 eine Stelle als Sänger und Musiker an der Dresdener Hofkapelle an. Der Kurfürst hörte ihn selber an, und auch der alte Kapellmeister Antonio Scandello prüfte sein Können. Der Komponist heiratete 1578 in Dresden, und in den folgenden Jahren kamen die sieben Söhne Rogier, Tobias, Simon, Samuel, Christian, Georg und Daniel zur Welt; vier von diesen haben sich später auch kompositorisch betätigt. Im Verzeichnis der „Cantorey“ aus dem Jahr 1580 wird er mit einem Jahresgehalt von 144 Gulden als Altist aufgeführt. Als Nachfolger von Antonio Scandello, Giovanni Battista Pinello (1544–1587) und Georg Forster erreichte Rogier Michael unter der Regentschaft von Kurfürst Christian I. von Sachsen die Position des kursächsischen Hofkapellmeisters am 12. Dezember 1587. Seine Söhne Tobias, Simon und Samuel wirkten in Dresden als Chorknaben mit. Rogier Michael selbst war in der Lage, auch Altus zu singen, und seine Stimme wurde von Friedrich Beurhaus in dessen Schrift Erotematum musicae (1591) als recht hoch und sehr edel bezeichnet. Im Jahr 1611 heiratete Michael zum zweiten Mal, und zwar Sarah Petermann, die Tochter des Dresdener Kapellknabeninspektors Andreas Petermann.
Als Johann Georg I. von Sachsen 1611 die Regierung antrat, wurde die Hofkapelle zunächst weitgehend entlassen und ab 1612 allmählich wieder aufgebaut. Bei diesem Neuaufbau ist Rogier Michael offenbar nicht mehr berücksichtigt worden. Als Kurfürst Johann Georg 1612 zur Wahl und Krönung von Kaiser Matthias mit seinem Gefolge nach Frankfurt reiste, stand sein Name nicht auf der Liste der Mitreisenden. Offenbar war Michael ab 1612 bei vollem Jahresgehalt von 300 Gulden vom Kapellmeisterdienst weitgehend entbunden worden. Er wurde mehrfach von Michael Praetorius vertreten (1613 und 1614/15), und 1615 folgte Heinrich Schütz nach. Rogier war aber weiterhin noch am sächsischen Hof aktiv. Zu seinem Gehalt kamen zeitweilig Gelder zum Unterhalt der Kapellknaben hinzu, die bei ihm wohnten. Belegt ist auch die vierteljährliche Zahlung von 75 Gulden am Dreifaltigkeitstag 1621. Als Sarah, die zweite Frau des Komponisten, im Januar 1623 verstorben war und beigesetzt wurde, fehlte in der Leichenpredigt der Hinweis auf den Tod Michaels, und der Autor Burckhard Grossmann erwähnte ihn im Vorwort seiner Veröffentlichung „Angst der Hellen“, erschienen 1623, als einen noch Lebenden. Dagegen wurde er im März 1624 nicht mehr als Mitglied der Kapelle geführt. Daraus folgern die musikhistorischen Forscher, dass der Komponist nach Mitte 1623 verstorben ist.

## Bedeutung
Im Hinblick auf seine langjährige Tätigkeit als Musiker am Dresdener Hof (1575–1612) ist sein musikalisches Gesamtwerk nicht sehr umfangreich. Anders als seine als Komponisten bekannten Amtsvorgänger Scandello und Pinello hat er neben dem polyphonen stile antico in der geistlichen Musik den neuen italienischen Madrigalstil gepflegt, der sich in kurzen Viertel- und Achtelnoten artikuliert hat. Diesen haben seine Schüler dann weitgehend übernommen. Mit seinen beiden erhaltenen gebliebenen Historienkompositionen zu Mariä Empfängnis und zu Weihnachten hat Rogier Michael ganz bewusst an die Johannespassion und die Auferstehungshistorie von Antonio Scandello angeknüpft. Zwei weitere Passionen von ihm (nach Matthäus und Lukas?) sind verschollen. In diesen Historienwerken ist bei den handelnden Einzelpersonen, je nach Bedeutsamkeit, die wörtliche Rede einstimmig oder mehrstimmig vertont, während die Rahmen- und übrigen Binnensätze mehrstimmig ausgeführt sind. Auf diese Weise bilden die Historienkompositionen von Rogier Michael ein wichtiges Bindeglied zwischen den entsprechenden Werken von Antonio Scandello und Heinrich Schütz. In einem Inventarverzeichnis der Dresdener Hofkirche von 1666 wird ein „Handbuchlein von der Empfängnis, gebuhrt, Leiden und Aufferstehung Jesu Christi in schwartz Leder gebunden“ aufgeführt, welches sowohl Scandello, Michael als auch noch Schütz als Textvorlage zu ihren Historienwerken gedient haben könnte. Die 53 Kirchenliedsätze im zweiten Teil des Dresdener Gesangbuchs von 1593 sind auf schlichte, homophone Weise geschrieben. In Michaels Introiten von 1603 sind nur die Antiphonteile fünfstimmig auf motettische Weise vertont, während die zugehörigen Psalmtexte im einfachen Fauxbourdon-Satz vierstimmig erscheinen, wonach die Antiphon wiederholt wird.
Schüler des Komponisten waren von 1599 bis 1603 der spätere Leipziger Thomaskantor Johann Hermann Schein und Michaels Sohn Tobias Michael (1592–1657), Leipziger Thomaskantor von 1631 bis 1657. Zu seinen Schülern zählen auch seine Söhne Christian, Daniel und Samuel Michael sowie der spätere Freiberger Superintendent Abraham Gensreff.

## Werke
- Geistliche Werke
  - „Der Gebreuchlichsten und vornembsten Gesenge D. Mart. Luth.“, Dresden 1593
  - „Visita quaesumus Domine“ zu acht Stimmen, 1596
  - „Te Deum: Herr Gott, dich loben wir“ zu sechs Stimmen, 1595
  - 2 Passionen, vor 1601, verschollen
  - „teutsche Mess“, vor 1601, verschollen
  - „Die Empfängnis“ und „Die Geburt unsers Herren Jesu Christi“ zu eins bis sechs Stimmen, 1602
  - Hochzeitsmusik „Drey schöne Stück“ zu sechs Stimmen, Dresden 1602
  - „Introitus dominicorum dierum ac praecipuorum festorum“ zu fünf Stimmen, Leipzig 1603
  - Hochzeitsgesang „Purpureum ver flores protulit“ zu zwölf Stimmen, 1604
  - Hochzeitsgesang „Freue dich des Weibes deiner Jugend“ zu acht Stimmen, Leipzig 1604
  - Hochzeitsmusik „Illustri Rutae nobile ramum“ zu acht Stimmen, Leipzig 1607
  - „Ich freue mich des, das mir geredt ist“ zu sechs Stimmen (ohne Jahreszahl)
  - „Speculum voluntatis Dei“ zu vier Stimmen (ohne Jahreszahl)
  - Hochzeitsgesang zu sechs Stimmen, Dresden 1611, verschollen
  - Psalm 116 „Das ist mir lieb“ zu fünf Stimmen, in Burckhard Grossmanns Angst der Hellen, Jena 1623
- Weltliche Werke
  - „Fiamma d’amor“ zu fünf Stimmen in dem Sammelband Di Alessandro Orologio il secondo libro de madrigali, Dresden 1589
  - „Qualis uvidulis brasilica jugera“, Gratulationsgedicht an Johann Georg I. zur Taufe des Kurprinzen Johann Georg II., Dresden 1613